# Premi Bram Stoker
El Premi Bram Stoker (en anglés: Bram Stoker Award) és un reconeixement que, des de 1987, atorga anualment l'Associació d'Escriptors de Terror (HWA) a les millors obres en escrites en els gèneres de terror i fantasia fosca. Els guanyadors i guanyadores es trien per votació dels membres actius de la HWA. El premi deu el seu nom al escriptor Bram Stoker, autor de la novel·la Dràcula entre d'altres.

## Categories
- Millor novel·la (1987—)
- Millor primera novel·la (1987—)
- Millor novel·la juvenil (2011—)
- Millor novel·la gràfica (2011—)
- Millor relat llarg (1998—)
- Millor relat curt (1998—)
- Millor col·lecció de ficció (1998—)
- Millor antologia (1998—)
- Millor no ficció (1987—)
- Millor Guió (1998—2004, 2011—)
- Millor col·lecció de Poesia (2000—)
- Reconeixement a la trajectoria (1987—)

Les categories que apareixen a continuació s'han suspès:
- Millor novelette (1987–1997)
- Millor història curta (1987–1997)
- Millor col·lecció (1987–1997)
- Best Other Media (1993, 1998–2000)
- Millor narrativa il·lustrada (1998—2004)
- Millor treball para joves lectors (1998—2004)
- Millors formes alternatives (2001—2004)

## Persones premiades
- Clive Barker
- Charles Beaumont
- Robert Bloch
- Ray Bradbury
- Ramsey Campbell
- Douglas Clegg
- Harlan Ellison
- Neil Gaiman
- Nancy Holder
- Jack Ketchum
- Stephen King
- Dean Koontz
- Thomas Ligotti
- Joe R. Lansdale
- Richard Laymon
- Bentley Little
- Richard Matheson
- Robert McCammon
- David Morrell
- Kim Newman
- Joyce Carol Oates
- Chuck Palahniuk
- J. K. Rowling
- John Shirley
- Dan Simmons
- Peter Straub
- Steve y Melanie Tem
- Joe Hill